# Mackinawite
La mackinawite è un minerale. Si tratta di un solfuro di ferro e nichel di formula (Fe,Ni)S0,9.

## Origine e giacitura
La Mackinawite è stata trovata, oltre che in giacimenti terrestri, anche nelle meteoriti   .